# ازگم
ازگُم، روستایی از توابع بخش مرکزی شهرستان صومعه‌سرا در استان گیلان ایران است.

## جمعیت
این روستا در دهستان کسما قرار دارد و براساس سرشماری مرکز آمار ایران در سال ۱۳۸۵، جمعیت آن ۳۰۹ نفر (۱۲۸خانوار) بوده‌است.